# SuperSur
La SuperSur est une autoroute en projet entre Abanto y Ciérvana et Amorebieta. 
D'une longueur de 40 km environ, elle est destinée à contourner l'aire métropolitaine de Bilbao par le sud. En effet, elle va permettre de desservir toute la zone sud de la métropole afin de la contourner d'est en ouest la Biscaye.
Elle passe par plusieurs communes de la Province de Biscaye comme Alonsotegi.
La SuperSur sera au norme autoroutière avec au minimum 2x2 voies séparée par un terre plein central.

## Tracé
- Elle va débuter à l'est de Bilbao au niveau de Erletxe où elle va prolonger la N-637 et croiser l'AP-8.
- Elle va contourner ensuite l'agglomération de Bilbao par le sud avant de croiser la BI-636 (Bilbao - Balmaseda) au sud de la ville à Alonsotegi.
- Elle va poursuivre vers l'ouest pour ensuite rejoindre l'A-8 et prolonger la BI-644 au niveau du Port de Bilbao.